# 尚博尔奈莱潘
尚博尔奈莱潘（法語：Chambornay-lès-Pin，法語發音：[ʃɑ̃bɔʁnɛ lɛ pɛ̃]，意为“潘附近的尚博尔奈”）是法国上索恩省的一个市镇，属于沃苏勒区。

## 地理
尚博尔奈莱潘（47°20'15"N, 5°54'25"E）面积4.85 平方千米，位于法国勃艮第-弗朗什-孔泰大區上索恩省，该省份为法国东部内陆省份，北起顺时针与孚日省、贝尔福地区省、杜省、汝拉省、科多尔省和上马恩省接壤。
与尚博尔奈莱潘接壤的市镇（或旧市镇、城区）包括：热济耶和丰特讷莱、奥尼翁河畔屈塞、索瓦涅、埃蒂。

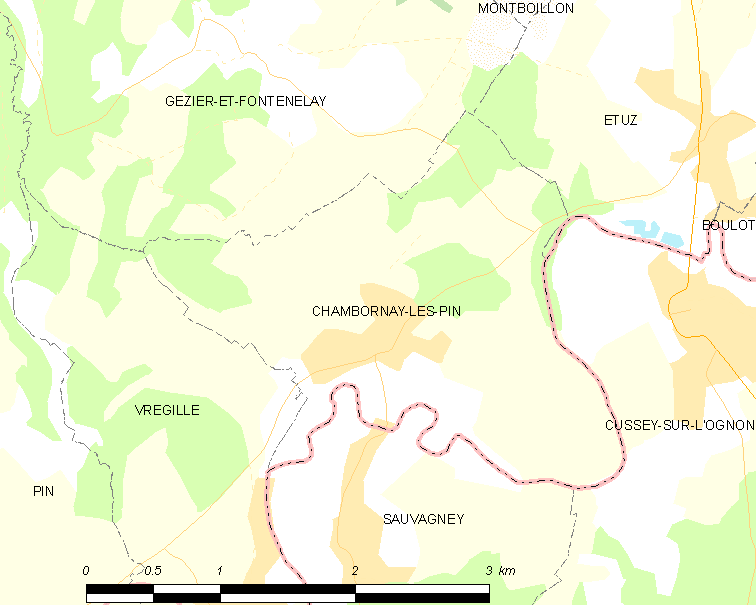
尚博尔奈莱潘的OSM定位图

尚博尔奈莱潘的时区为UTC+01:00、UTC+02:00（夏令时）。

## 行政
尚博尔奈莱潘的邮政编码为70150，INSEE市镇编码为70119。

## 政治
尚博尔奈莱潘所属的省级选区为马尔奈县。

## 人口

1962-2008年间尚博尔奈莱潘人口变化图示

尚博尔奈莱潘于2022年1月1日时的人口数量为380人。